# Ctenus facetus
Ctenus facetus är en spindelart som beskrevs av L. des Arts 1912. Ctenus facetus ingår i släktet Ctenus och familjen Ctenidae. Inga underarter finns listade i Catalogue of Life.